# Дубонт (річка)
Дубонт (англ. Dubawnt River) — річка на північному заході Канади, права притока річки Телон.

## Географія
Річка Дубонт бере початок у ланцюжку озер на Лаврентійській височині у Північно-Західних територіях Канади, за 120 км на північний схід від озера Атабаска. Тече на північний схід через озера Уолдайа, Бойд, Барлоу, Ніколсон, Дубонт, Грант, Уортон, Марджорі, Беверлі в річку Телон (басейн Гудзонової затоки). Довжина річки — 842 км, площа басейну — 57500 км². Паводок весняний, мінімальний рівень води в річці — наприкінці літа. Озеро Дубонт, що покрите льодом більшу частину літа, є північною межею лісу на річковому шляху.
Річку відкрив Семюель Герн у 1770 році і лише у 1893 році її повністю дослідив Джозеф Тіррелл. Назва річки в перекладі означає «берег води», швидше за все мається на увазі вода між берегом і кригою пізно навесні.